# Hederson Estefani
Hederson Alves Estefani (né le 11 septembre 1991 à Curitiba dans le Paraná) est un athlète brésilien, spécialiste du 400 m et du 400 m haies.
Ses meilleurs temps sont respectivement de :
- 45 s 25 sur 400 m, obtenu le 29 juin 2012 à São Paulo (IDCM),
- 49 s 59 sur 400 m haies, obtenu dans le même stade le 12 octobre 2014.

Il remporte le relais 4 x 400 m lors des Championnats d'Amérique du Sud d'athlétisme 2011.
Le 18 avril 2015, il court en 45 s 41 à Waco (Texas). Le 17 mai 2015, il court le 400 m haies en 49 s 40 à São Bernardo do Campo. En juin 2015 à Lima, il remporte la médaille d'argent du 400 m, en 45 s 57 derrière Alberth Bravo et celle du 400 m haies, en 49 s 54 derrière Andrés Silva.
Le 23 août 2015, il court le 400 m en 45 s 36 à Pékin ce qui lui donne le minima pour les Jeux olympiques de Rio.